# Дуань Є
Дуань Є (спрощ.: 段业; кит. трад.: 段業; піньїнь: Duàn Yè; помер 401) — засновник і перший імператор Північної Лян періоду Шістнадцяти держав.

## Життєпис
За походженням був китайцем. За часів існування Пізньої Лян керував однією з провінцій. Пізніше, коли хуннські генерали Цзюйцюй Менсюнь і Цзюйцюй Наньчен підбурили повстання проти Пізньої Лян, вони переконали Дуань Є очолити його. В результаті тих подій 397 року Дуань Є заснував власну державу, що отримала назву Північна Лян.
Джерела змальовують Дуань Є добрим, але слабким правителем, який не мав авторитету серед підданих. До того ж він надто захоплювався чаклунством і надприродними явищами. За його правління родина Цзюйцюй набула значної могутності, що, зрештою, призвело до заколоту на чолі з Цзюйцюй Менсюнєм, в результаті якого 401 року Дуань Є було вбито. Престол по його сперті зайняв Цзюйцюй Менсюнь.

## Девізи правління
- Шеньсі (神璽) 397–399
- Тяньсі (天璽) 399–401